# Maschinenfabrik Danger
Maschinenfabrik Danger ist ein ehemaliger deutscher Hersteller von Automobilen.

## Geschichte
Das Unternehmen Maschinenfabrik G. Danger GmbH in Säckingen begann 1947 mit der Produktion von Automobilen. 1949 wurde die Produktion eingestellt. Der verwendete Markenname „Mada“ stand für Maschinenfabrik Danger.

## Fahrzeuge

### Autino
Das erste Modell Autino erschien 1947. Dabei handelte es sich um ein Dreirad, bei dem sich das einzelne Rad am Heck befand. Der Einzylinder-Zweitaktmotor kam von den ILO-Motorenwerken und hatte 125 cm³ Hubraum und 7,5 PS. Er war oberhalb der Vorderräder montiert. Das Fahrzeug bot Platz für eine Person und war vor allem für Körperversehrte gedacht, da alle Bedienhebel am Lenker montiert waren. Es war ein offenes Fahrzeug mit Verdeck.

### Libelle 250
1949 folgte das vierrädrige Modell Libelle 250, das auch mit Handbedienung lieferbar war. Der Einzylindermotor von ILO mit 250 cm³ Hubraum leistete 6,3 PS und trieb über ein Dreiganggetriebe die Vorderräder an. Die Höchstgeschwindigkeit betrug 72 km/h. Die geschlossene Karosserie bot Platz für zwei Personen nebeneinander.